# Măcăleandru albastru
Măcăleandrul albastru (Tarsiger cyanurus) este o specie de pasăre paseriforme din familia Muscicapidae.

## Habitat
Este o specie insectivoră migratoare care se reproduce în pădure mixtă de conifere cu tufe în nordul Asiei și nord-estul Europei, de la Finlanda la est prin Siberia până la Kamceatka și la sud până în Japonia. Iernează în principal în sud-estul Asiei, în subcontinentul indian, Himalaya, Taiwan și nordul Indochinei. Aria de reproducere se extinde încet spre vest prin Finlanda (unde acum se reproduc până la 500 de perechi) și este un rătăcitor, dar în creștere, spre vestul Europei. Au existat, de asemenea, câteva înregistrări în vestul Americii de Nord, mai ales în vestul Alaska.

## Descriere
Cu o lungime de 13–14 cm și o greutate de 10–18 g, măcăleandrul albastru este similar ca mărime și greutate cu codroșul de pădure și puțin mai mic decât măcăleandrul european. Ambele sexe au coada și crupa albastre și flancurile portocalii; au, de asemenea, gâtul alb și părțile inferioare alb-cenușii, și un cioc mic, subțire, negru și picioare subțiri și negre. Masculul adult are părțile superioare de culoare albastru închis, în timp ce femelele și masculii imaturi sunt maro simplu deasupra, în afară de crupa și coada albastre. 
Cuibul este construit pe sau în apropierea pământului, cu 3–5 ouă care sunt incubate de femelă.

## Galerie

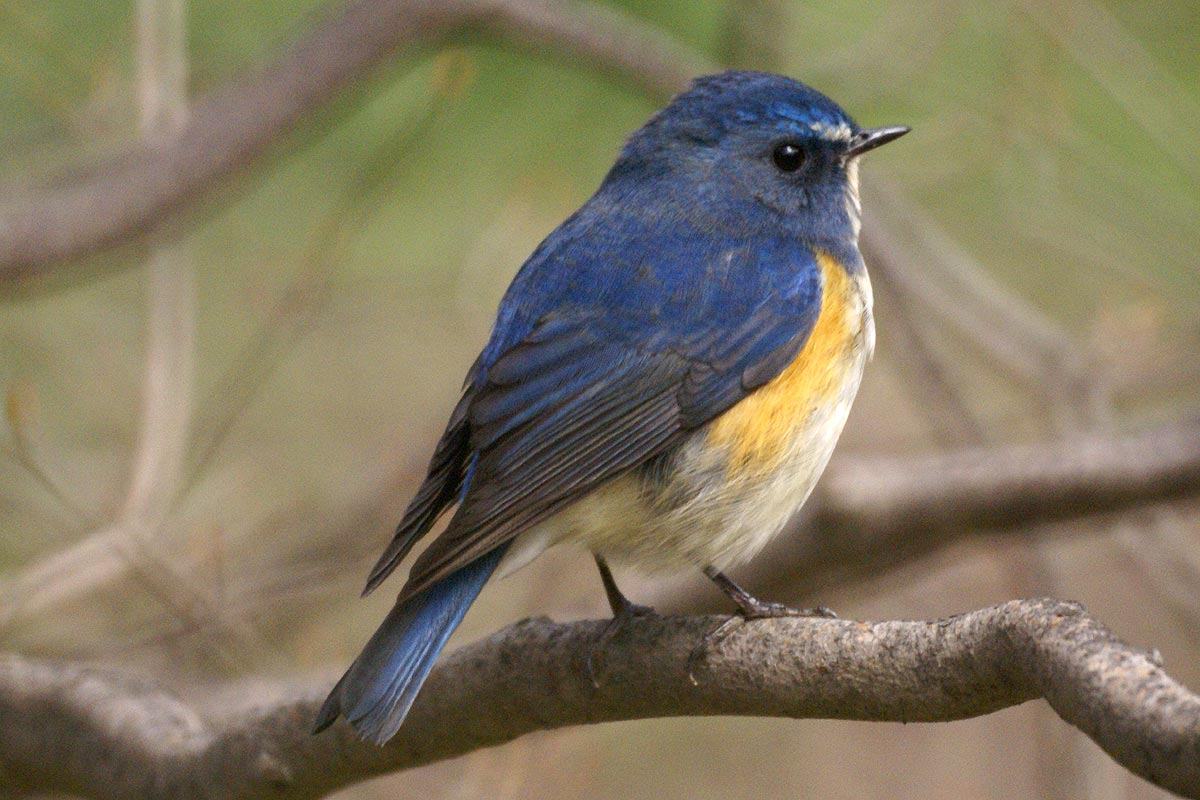
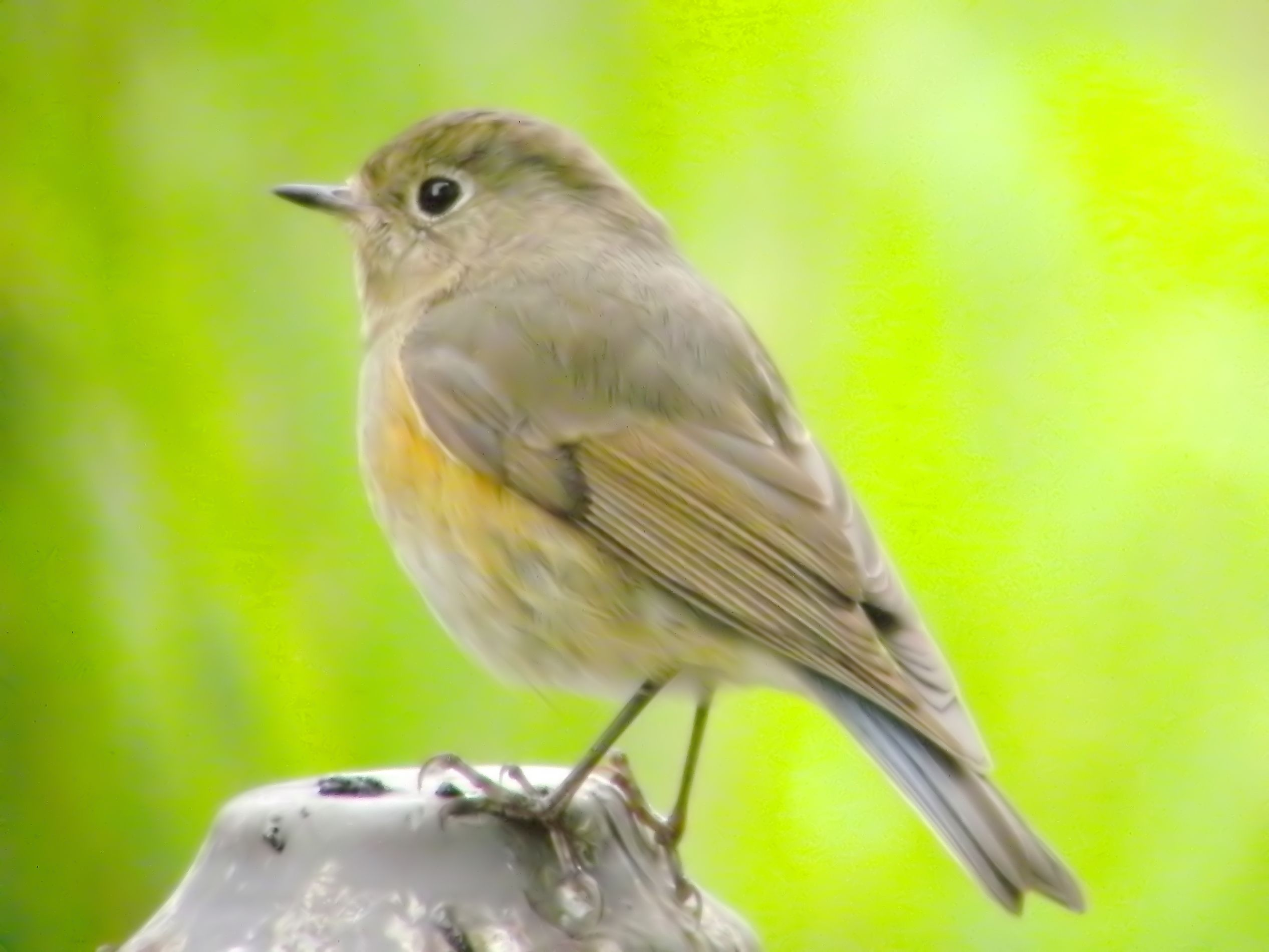
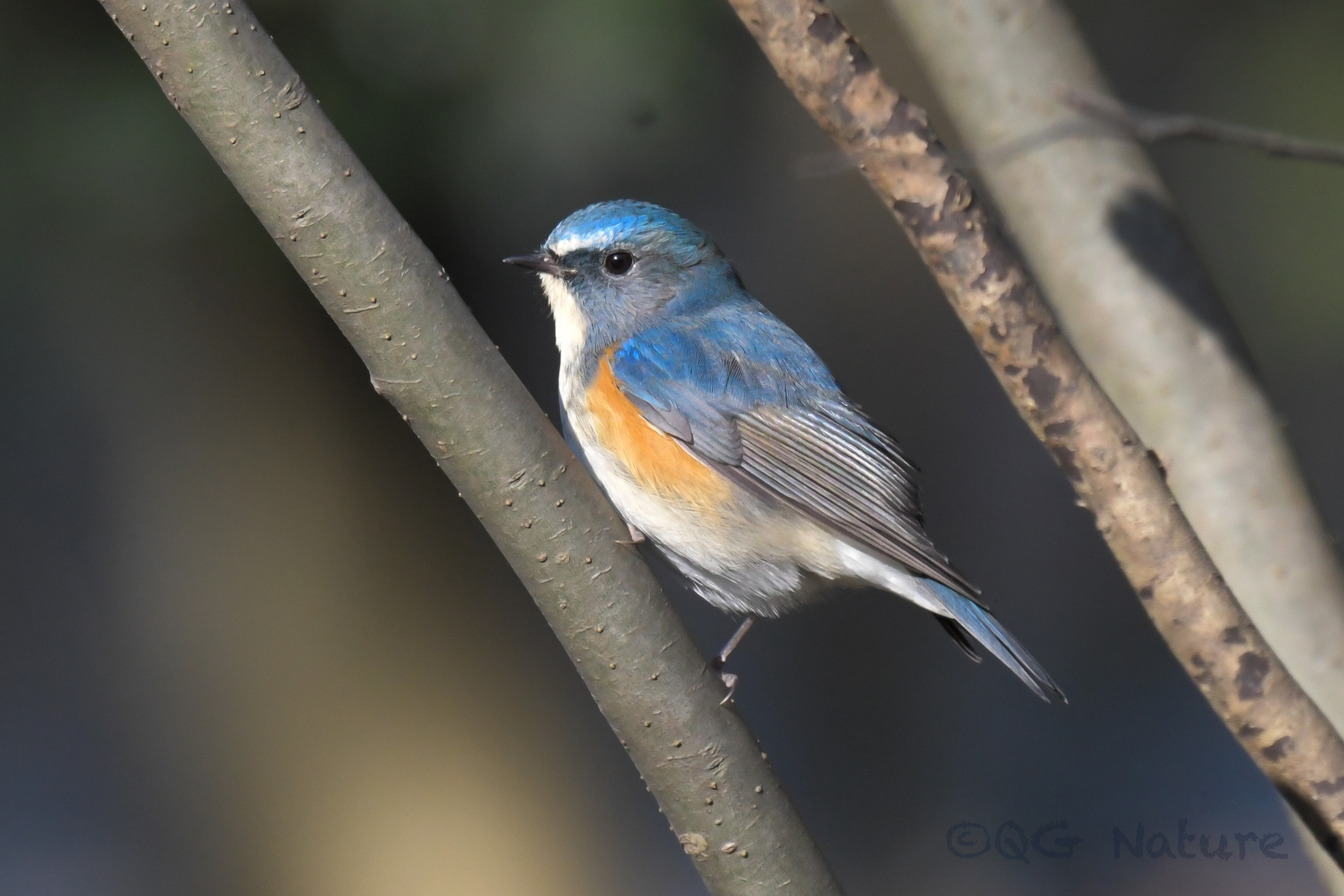
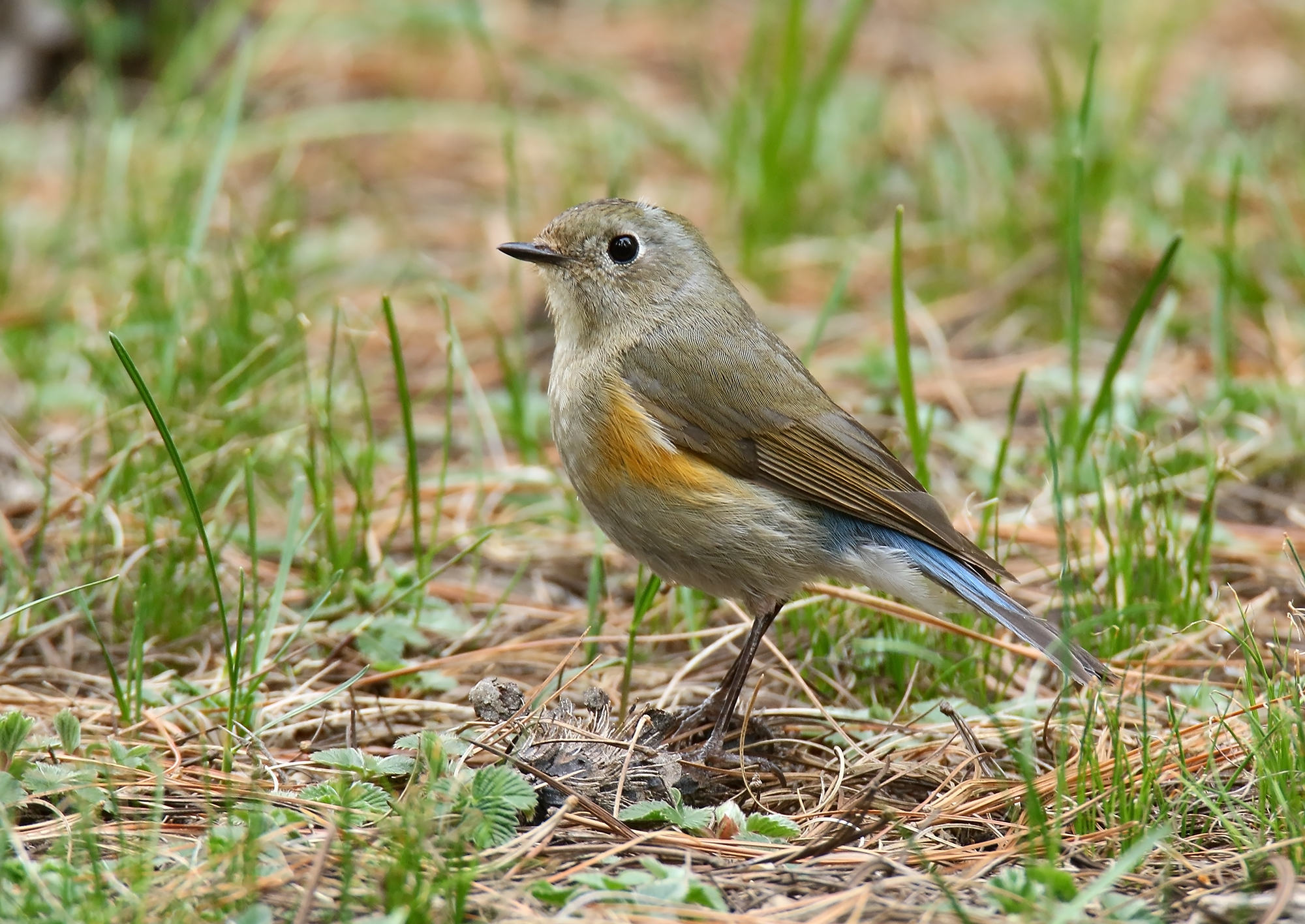
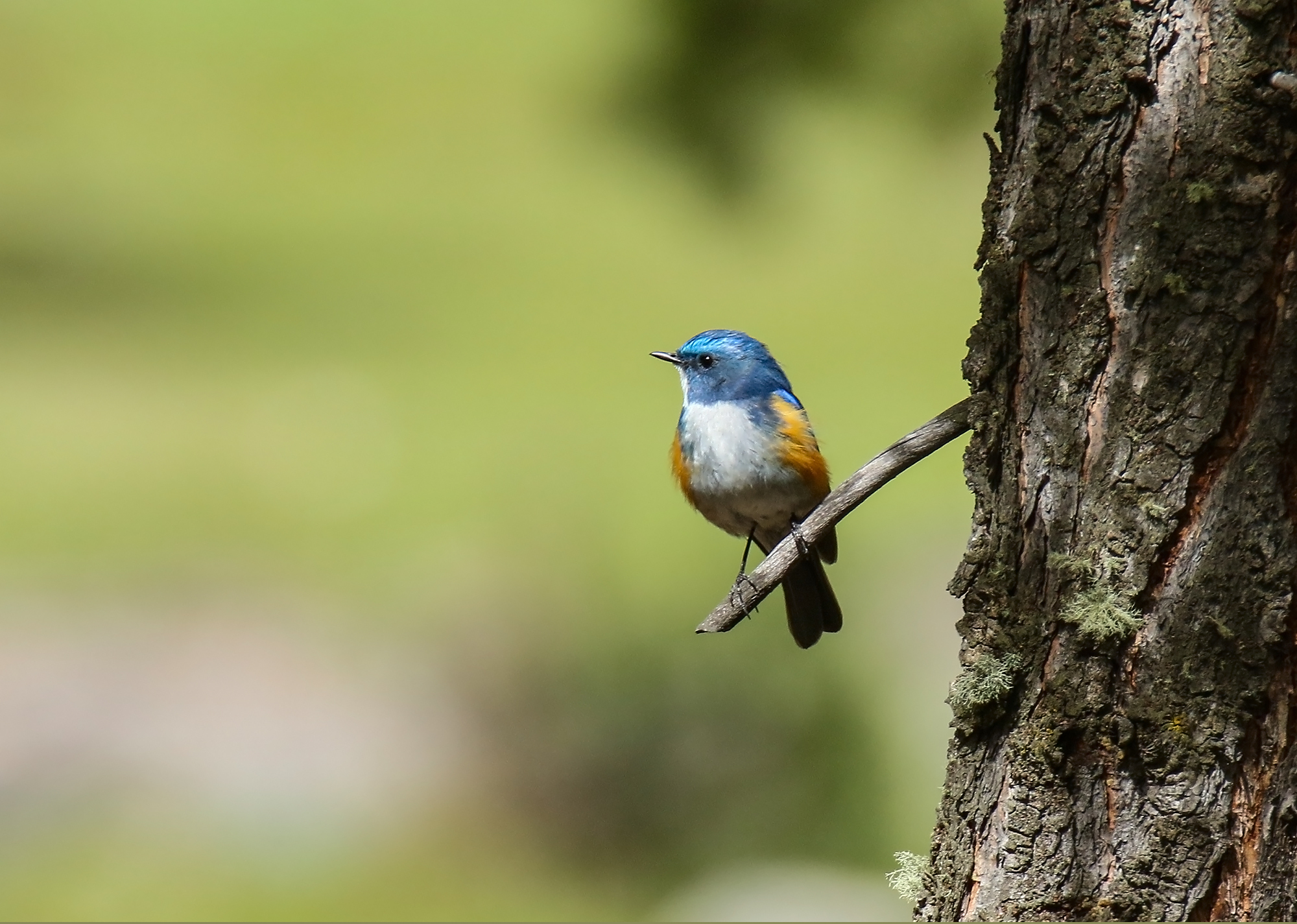
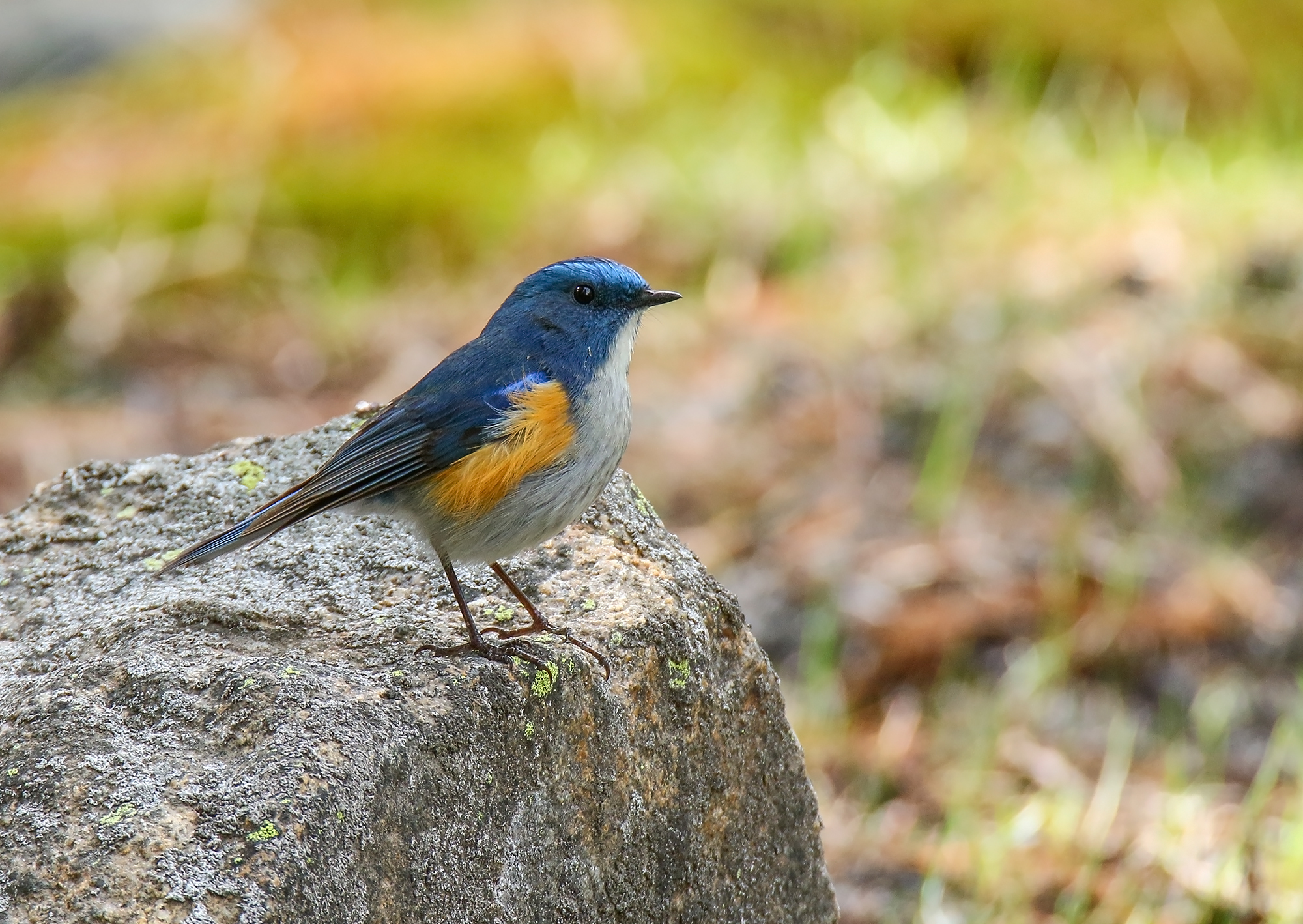